# Chilesteißhuhn
Das Chilesteißhuhn, jetzt Chiletinamu, (Nothoprocta perdicaria) ist eine Vogelart aus der Familie der Steißhühner (Tinamidae).
Neben der Nominatform Nothoprocta perdicaria perdicaria aus dem nördlichen Zentralchile wird die Unterart Nothoprocta perdicaria sanborni aus dem südlichen Zentralchile unterschieden. Eine Population der Nominatform wurde 1885 auf die Osterinsel eingeführt, wo sie noch heute existiert.

Verbreitungsgebiet des Chilesteißhuhns (grün) in Chile

## Merkmale
Das Chilesteißhuhn erreicht eine Größe von 29,5 bis 32 Zentimetern. Die Flügeldecken und die Armschwingen zeigen zimtfarbene Binden. Die Brust ist grau. Die Kehle ist weißlich. Die juvenilen Vögel sehen den Altvögeln ähnlich. Die Brust ist jedoch bräunlicher mit schwarzen Flecken. Die Unterart Nothoprocta perdicaria sanborni ist deutlich dunkler mit einer schwächeren Graufärbung an der Brust. Die Küken weisen ein kräftiges schwarzes und braunes Streifenmuster auf.

## Lebensraum
Das Chilesteißhuhn bewohnt halbtrockene Grasebenen, Savannen, Buschland sowie Getreidefelder, die sich häufig neben Straßen befinden.

## Lebensweise

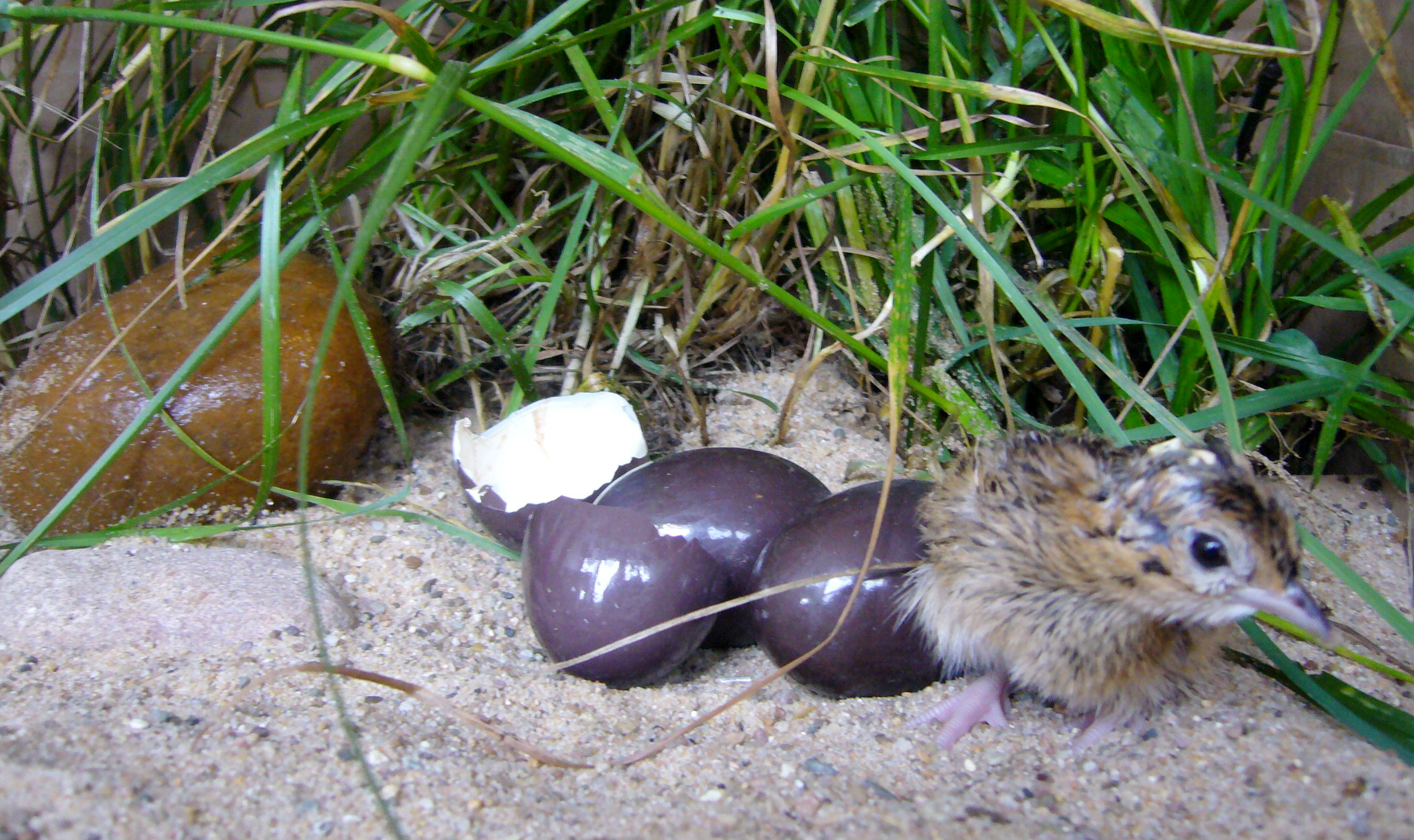
Küken des Chilesteißhuhns mit Gelege

Das Chilesteißhuhn ist gewöhnlich in kleinen Trupps zu beobachten. Es ist vermutlich standorttreu. Über das Nahrungsverhalten gibt es keine Informationen. Die Brutzeit ist im Dezember. Das Nest wird aus Gras errichtet und befindet sich unter Büschen oder Grasbüscheln. Das Gelege besteht aus fünf bis acht (selten zwölf) schokoladenbraunen Eiern.

## Bestand und Gefährdung
Informationen über die Populationsgröße des Chilesteißhuhns liegen nicht vor. Von BirdLife International wird es als „nicht gefährdet“ (least concern) gelistet.